# Afortunada
«Afortunada» es una canción pop grabada por la cantautora chilena Francisca Valenzuela. Esta canción es el cuarto sencillo oficial de su primer álbum de estudio en solitario, Muérdete la lengua. El sencillo fue publicado en Chile el 7 de enero de 2008.

## Créditos

### Personal
- Francisca Valenzuela – Voz y piano
- Francisco Durán – Mellotron
- Jorge Chehade – Guitarra acústica
- Pedro Araneda – Bajo
- Mauricio Galleguillos – Batería y percusión

### Grabación
- Mauricio Durán: coproductor.
- Francisco Durán: coproductor.
- Gonzalo "Chalo" González: grabación, mezcla y masterización.
- Juan Pablo Bello: asistente de grabación.

## Video musical
El vídeo musical oficial de la canción "Afortunada" se estrenó en MTV Latinoamérica el 16 de febrero de 2008 con gran popularidad en los canales de música chilena, más tarde se estrenó en Vía X y Zona Latina. El video musical fue dirigido por Christopher Murray y Ignacio Rojas en el video musical sencillo muestra a Francisca con un par de amigos en un parque de atracciones.
- Productora: El Buen Tiempo
- Producción: Claudia González
- Fotografía: Benjamín Echazarreta
- Arte: Elisa Broussain
- Pelo: Mauricio Castro

## En la cultura popular
- Aparece en el capítulo "Sabina logró conocer a Leonardo" de la teleserie chilena Primera Dama de 2010.
- Aparece en el capítulo "Algo tácito" de la telenovela argentina Guapas de 2014.

## Calificación
| Año  | Máxima posición |
| Año  | CHI             |
| ---- | --------------- |
| 2006 | 22              |